# 第1奇襲空挺旅団 (ギリシャ軍)
第1奇襲空挺旅団（だい1きしゅうくうていりょだん、英:1st Raider/Paratrooper Brigade、ギリシャ語:1η ΤΑΞΚΔ-ΑΛ - 1η Ταξιαρχία Kαταδρομών-Αλεξιπτωτιστών）は、ギリシャ陸軍の特殊部隊である。レンディナに司令部を置き、水陸両用作戦や空挺作戦、奇襲作戦を任務とする。別名、奇襲部隊とも呼ばれる。

## 歴史

### 神聖中隊
奇襲隊の中核は神聖隊であり、第二次世界大戦中に同盟国の第1SAS旅団の独立ギリシャ特別奇襲部隊であった。隊員は枢軸国軍とのギリシャの戦いで北アフリカに逃亡したNCOといくつかの役人で構成されていた。1942年に神聖隊として知られる神聖中隊がイギリス特別奇襲部隊と自由フランス中隊と一緒に形成された後、北アフリカ中の枢軸国の燃料ゴミ捨て場や港、空港を電撃的に襲撃しSASの構成するL分遣隊の基礎を形成した。
神聖中隊はギリシャの軍事作戦を遅れながらも進ませ、枢軸国軍から東エーゲ諸島を奪還した。ドイツ占領からギリシャを解放後、イギリスの指導の下、ギリシャ軍の再編成が提案された。この提案は小規模で、高度に訓練された特殊戦闘部隊の設立も含まれていた。

### LOK
1946年に勃発したギリシャ内戦によりギリシャ政府は共産主義者に触発されたゲリラの支配する地域を攻略するためギリシャ王党派とイギリス軍に援護を主に特殊戦闘部隊の投入を決定した。山岳奇襲中隊もしくはLOKは1947年1月20日に結成されただちにギリシャの山岳部での作戦を開始した。ベータ奇襲大隊は1947年8月にアテネブリアグメニに結成され内戦におけるテッサリア、中央ギリシャ、イピロス、西マケドニア、エヴィア島の作戦に参加した。デルタ奇襲大隊は1947年12月にヴォロスに結成され内戦中に多くの作戦に投入された。イプシロン奇襲大隊は1949年4月に結成され12月まで内戦中多くの作戦に参加した。1949年、LOK大隊は2個旅団として展開することとなり共産主義勢力に対抗することに成功した。ガンマ奇襲大隊は1949年に結成され、1963年には水陸両用に対応するため指定し直し、アルファ奇襲大隊は内戦中に解散し1968年に再活動しトルコのキプロス侵攻後の1974年には水陸両用部隊に改編した。
1960年代後半にはギリシャ国家情報庁が設立され、CIAがひそかに武装と訓練に関与した。KYPとCIAの手先としてLOK分遣隊は1967年にアテネの陸軍参謀部のGESを保護、突入しクーデターの一部と交戦した。

### 奇襲部隊
ギリシャ軍事政権崩壊後は1975年に民主共和国として発足しLOKは解体され奇襲部隊として改編され、ギリシャ陸軍の特殊部隊コマンドとして指揮下に置かれた。1996年にはさらにギリシャ陸軍の再編成により多くの奇襲部隊連隊を旅団に統合することとなった。

## 組織
- 第480通信大隊
- 第1奇襲連隊
  - ベータ奇襲大隊
  - デルタ奇襲大隊
  - イプシロン奇襲大隊
  - 第14通信中隊
- 第2空挺連隊
  - 第1空挺大隊
  - 第2空挺大隊
  - 第18通信中隊
- 第13特殊作戦コマンド
  - アルファ水陸両用奇襲大隊
  - ガンマ水陸両用奇襲大隊
  - 第13通信中隊
- 特殊空挺ユニット
- ゼータ水陸両用奇襲大隊